# Macriano (alamano)
Macriano (em latim: Macrianus; m. 374) foi um rei alamano ativo durante a segunda metade do século IV. É citado pela primeira vez em 359, quando ele e seu irmão Hariobaldo fez a paz com o césar Juliano. Apesar do acordo, no mesmo ano invadiram o Império Romano através do Reno e foram derrotados por Juliano. No reinado do imperador Valentiniano I (r. 364–375), os romanos armaram os burgúndios que lançaram uma campanha bem-sucedida nos domínios de Macriano.
Em 372, Valentiniano I atacou os domínios de Macriano. Ele foi forçado a fugir para as colinas, e o imperador romano o substituiu como rei por Fraomário. Macriano acordaria de paz com Valentiniano I em Mogoncíaco em 374 e passaria a servir os romanos. Naquele ano, ele foi constantemente requisitado pelo imperador devido a problemas com outras tribos germânicas na Ilíria. Ele foi morto durante um conflito com o rei franco Malobaldo.